# Simon Bolivar Buckner

General Simon Bolivar Buckner

Simon Bolivar Buckner (* 1. April 1823 in Munfordville, Hart County, Kentucky; † 8. Januar 1914 in Kentucky, Kentucky) war Offizier des US-Heeres, Generalleutnant des konföderierten Heeres im Sezessionskrieg und Gouverneur des Bundesstaates Kentucky.

## Militärkarriere
Buckner beendete 1844 sein Studium an der US-Militärakademie in West Point als Elfter seines Jahrgangs und diente anschließend als Leutnant im 2. US Infanterie-Regiment. Danach lehrte er in West Point Geografie, Geschichte und Ethik. Während des Mexikanisch-Amerikanischen Krieges von 1846 bis 1848 diente er als Versorgungsoffizier. In der Schlacht von Churubusco wurde er verwundet und für seine Leistungen in dieser sowie der Schlacht von Contreras zum Oberleutnant, nach der Schlacht von Molino del Rey zum Hauptmann befördert. Nach dem Mexikanisch-Amerikanischen Krieg kehrte er von 1848 bis 1850 nochmals an die Militärakademie zurück und lehrte Taktiken der Infanterie. 1854 half er seinem Freund Ulysses S. Grant, der aus dem US-Heer ausgeschieden war, aber kein Geld für die Heimreise hatte. Buckner selbst quittierte den Dienst im März 1855 und zog nach Illinois, wo er als Major in die Miliz des Bundesstaates eintrat. Kurze Zeit später wurde er Regimentskommandeur und 1857 Generaladjutant. 1858 zog er nach Kentucky und akzeptierte dort die Anstellung im Rang eines Hauptmanns in der Kentucky-Miliz.

## Bürgerkrieg
Bei Ausbruch des Bürgerkriegs hatte Buckner den Rang eines Generalmajors und war Kommandeur der Kentucky-Miliz. Der Staat selbst verhielt sich in diesem Konflikt neutral und Buckner quittierte deshalb am 20. Juli 1861 seinen Dienst. Nachdem General Leonidas Polk, die Neutralität Kentuckys missachtend, die Stadt Columbus, Kentucky eingenommen hatte, trat Buckner am 14. September 1861 im Rang eines Brigadegenerals in das Heer der Konföderierten ein. Dabei folgten ihm viele Männer aus Kentucky, die unter seinem Kommando gestanden hatten. Er erhielt das Kommando über eine Division, unterstand General William Joseph Hardee und wurde vorläufig in Bowling Green, Kentucky stationiert.
Nachdem Generalmajor Ulysses S. Grant Fort Henry am Tennessee eingenommen hatte und plante, Fort Donelson anzugreifen, erhielt Buckner von General Albert S. Johnston den Auftrag, dieses mit vier weiteren Brigaden zu verteidigen. Nach zwei Tagen heftiger Kämpfe mussten die Verteidiger allerdings erkennen, dass sie sich gegen Grants Übermacht nicht halten konnten und boten die Kapitulation an. Buckner hoffte darauf, dass er bei seinem alten Freund Grant einige Bedingungen aushandeln könne. Dieser jedoch akzeptierte nur die bedingungslose Kapitulation. Die Konföderierten verloren 12.000 Mann, die Ausrüstung und die Kontrolle über den Cumberland, was die Räumung von Nashville, Tennessee nach sich zog. Buckner war anschließend Kriegsgefangener bis zum 15. August 1862, als er gegen den Brigadegeneral der Union George A. McCall ausgetauscht wurde. Bereits am folgenden Tag wurde er zum Generalmajor befördert.
Buckner wurde Divisionskommandeur in der Tennessee-Armee, nahm an der konföderierten „Heartland“ Offensive unter General Braxton Bragg teil und kämpfte in der Schlacht bei Perryville. Anschließend wurde er Kommandeur des Wehrbezirks Golf und verteidigte bis zum April 1863 Mobile, Alabama. Zurückgekehrt nach Tennessee wurde er Kommandierender General und kämpfte in der Schlacht am Chickamauga am 19. und 20. September 1863. Daraufhin ernannte man ihn zum Divisionskommandeur unter General James Longstreet bei der Belagerung von Knoxville. 1864 wurde er Kommandeur des Wehrbezirks Ost-Tennessee; er verbrachte aber die meiste Zeit in Richmond, Virginia, wo er als Simon der Poet bekannt wurde. Im August 1864 wurde er zum Stabschef der Trans-Mississippi-Armee ernannt; am 20. September 1864 wurde er zum Generalleutnant befördert.

## Kriegsende und Gouverneursamt

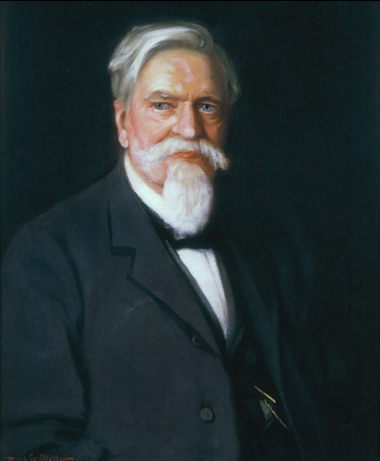
Simon Buckner während seiner Zeit als Gouverneur

Nach Kriegsende wurde Buckner gefangen genommen und am 9. Juni 1865, nach dem Eid auf die Verfassung der USA, in Shreveport, Louisiana wieder unter Auflagen entlassen. Eine der Auflagen besagte, dass er sich für die nächsten drei Jahre nicht in Kentucky niederlassen durfte. So zog er nach New Orleans und arbeitete dort als Journalist. Ende 1868 ging er zurück nach Kentucky, wurde Mitglied der Demokraten, betätigte sich in der Politik und bis 1887 auch beim Louisville Courier.
Im Jahr 1887 wurde Buckner zum Gouverneur von Kentucky gewählt und 1889 für weitere zwei Jahre in seinem Amt bestätigt. Als Gouverneur sorgte er für einen ausgeglichenen Staatshaushalt. Die Schulgesetzgebung wurde geändert und das Begnadigungsverfahren vereinfacht. In seiner Amtszeit wurde die neue Strafanstalt in Eddyville, Kentucky eröffnet. Im Vorfeld der Präsidentschaftswahl 1896 schloss er sich der National Democratic Party an, einer Abspaltung der Demokratischen Partei. Als deren Kandidat bewarb er sich um die Vizepräsidentschaft; Präsidentschaftskandidat war John M. Palmer, US-Senator aus Illinois. Jedoch kamen Palmer und Buckner nicht über 132.718 Stimmen und einen Anteil von 1,0 Prozent hinaus.
Zum Zeitpunkt seines Todes war Buckner der letzte Offizier der Konföderierten oberhalb des Rangs eines Brigadegenerals. Sein Sohn Simon B. Buckner junior wurde später Generalleutnant des US-Heeres im Zweiten Weltkrieg.